# Pasteurella multocida
Пастеурелла мультоцида (Pasteurella multocida) — вид бактерій роду Пастеурелла (Pasteurella). Збудник пастерельозів.

## Історія
Знайдена в 1878 році в курчатах, заражених пташиною холерою (різновид пастерельозів). Відокремлена Луї Пастером, на честь якого був названий рід Пастеурелла (Pasteurella). Друга частина назви походить від multus (lat. багато) та caedo (lat. вбивати).

## Поширення та середовище існування
Живе в ротовій порожнині хижаків та дихальному тракту тварин. Інколи зумовлює смерть тварини, спричиняючи сепсис. Спочатку у тварин спостерігають гарячку, слиновиділення, задишку. Смерть настає за 24 години.

## Епізоотії
У травні 2015 року бактерія спричинила масове вимирання сайгаків у степу Бетпак-Дала, Казахстан. За різними оцінками вимерло від 150 000 до 200 000 осіб, що становить 70 % усієї популяції цього виду, що і так знаходився на межі зникнення. Смертельні випадки від Pasteurella multocida спостерігалися лише в сайгаків. Вчені пояснюють це тим, що в результаті складних погодних умов, що припав на період народження потомства, тварини були сильно ослаблені й не змогли протистояти бактерії.